# Manresa Teatre Musical
Manresa Teatre Musical (MTM) és una escola d'arts escèniques especialitzada en teatre musical fundada el 2012. Té una escola pròpia de ballet clàssic, Ballet Clàssic Manresa (BCM) que ofereix itineraris complets de formació per a ballarins clàssics des dels 4 anys fins a l'edat adulta i compta amb grups de perfeccionament adreçats a ballarins que es preparen per fer el salt a l'activitat professional.
David Bacardit i Pablo Testa Grosbaum van ser els promotors de la iniciativa que va obrir portes el gener de 2012. El setembre de 2013, MTM va iniciar el segon curs amb una nova línia de treball: Ballet Clàssic Manresa. El 2015 s'inauguraren els nous locals de l'escola al carrer del Bruc de Manresa. Fins al dia d'avui, s'han dut a escena quatre espectacles. Supercalifragilistik va ser el projecte del curs 2012-2013. La Bella i la Bèstia, el del curs 2013-2014., Hairspray, el del curs 2013-2014., i MR!, el del curs 2014-2015, Mary poppins, el del curs 2015-2016 i pel 2017 Grease.